# Cryptopsy
A Cryptopsy egy technikás death metalt játszó együttes, mely Kanadában alakult.
Pályafutásuk során 6 stúdióalbumot és egy koncertlemezt jelentettek meg. Nagy hatást gyakoroltak a death metal azon ágára, ahol kiemelt szerepet kap a sebesség, valamint a technikás hangszerkezelés. Pályafutásuk alatt több mint 300,000 albumot adtak el.

## Pályafutás

### Necrosis (1988–1992)
A Cryptopsy 1988-ban Necrosis néven alakult. Az alapító tagok között Mike Atkin dobos, Steve Thibault gitáros és Dan Greening énekes volt megtalálható. Dan nem sokkal később vette fel a "Lord Worm" becenevet. Hozzájuk csatlakozott John Todds, mint basszusgitáros. A zenekar ezt követően számos demót megjelentetett (Mastication and Heterodontism-1989, Masticating on Pathogenia-1990, Realms Of Pathogenia-1991 és Necrosis-1992). A zenekar első koncertjére 1992-ben került sor, valamint ugyanebben az évben kezdték használni a Cryptopsy nevet.
Atkin a zenekar dobosa inkább egy thrash/speed metal jellegű irányba kívánta húzni az együttes szekerét, ezért hamarosan kilépett. Helyére a Todds becenévre hallgató Flo Mounier érkezett, akinek szélsebes és kemény dobolása nagyban meghatározta a zenekar későbbi hangzásvilágát. Ezt követően a zenekar tagsága egy új emberrel bővült Dave Galea gitáros személyében.

### Blasphemy Made Flesh(1993–1995)
Kevin Weagle basszusgitáros csatlakozásával vették fel az első olyan demót, amin már a Cryptopsy név szerepelt. A 4 dalos anyag Ungentle Exhumation címmel jelent meg. Az anyag hallatán felfigyelt az együttesre a helyi Gore Records, mely később Great White North néven vált ismertté.
Az anyag révén a zenekar kisebb ismertségre tett szert a kanadai death metal undergroundban, valamint Németországban, ahol az Invasion Records gondozta a felvételt.
1994-ben Kevin Weagle basszusgitáros kilépett, helyére Martin Fergusson került. Dave Galea szintén elhagyta a zenekart, helyére Jon Levasseur került. Ez a felállás rögzítette a debütáló albumot, mely 1994-ben jelent meg Blasphemy Made Flesh címmel. Az album további híveket szerzett a zenekarnak. Annak ellenére, hogy a lemezt elismerő kritikák övezték a zenekarnak nehézségekkel kellett szembenéznie. Az Invasion Records csődbe került, ezért nem tudták teljes odaadással támogatni sem a lemezt, sem az azt követő turnét. A turnét követően Steve Thibault elhagyta a zenekart, de Martin Fergusson basszusgitáros is a kilépés mellett döntött. Helyére Eric Langlois került, aki a slap technika gyakori alkalmazásával egyfajta funky hangzással gazdagította a Cryptopsy hangzást.

### None So Vile(1996–1997)
1996-ban Jon Levasseur gitárossal bővült a Lord Worm, Flo Mounier, Eric Langlois trió. Ez a felállás készítette el a None So Vile albumot. A korong a svéd Wrong Again Records kiadásában jelent meg. A korong a technikás death metal egyik legnagyobb hatású albuma lett az évek múlásával. Hatását tekintve sokan a Suffocation Pierced From Within albumával említik egylapon. Levasseur jeleskedett a dalszerzésben, aki gyors, összetett riffjeit a színpadon már Miguel Roy másodgitárossal adta elő.
A turnét követően Lord Worm elhagyta az együttest zenei nézeteltérésekre hivatkozva, de döntésében szerepet játszott tanári karrierje is.
1997-ben csatlakozott hozzájuk Mike DiSalvo énekes, aki Bostonból származik. Mike hangja kevésbé volt olyan brutális, mint elődjéé, hangjában nagy szerepet kaptak a hardcore vokalizálás jellegzetességei is. 1997 júliusában felléptek a Milwaukee Metalfest XI fesztiválon, ahol sok amerikai rajongóra tettek szert, de a Century Media Records is ekkor szerződtette le a zenekart.

### Whisper Supremacy,…And Then You'll Beg(1998-2001)
A következő nagylemez Whisper Supremacy címmel 1998-ban jelent meg immáron a Century Media Records égisze alatt. A korongon már Miguel Roy gitárjátéka is hallható volt. Zeneileg jazz hatásokkal bővült a hangzásuk. Sokan kritizálták Disalvo kevésbé mély tónusú énekhangját, egyesek viszont tetszésüket fejezték ki, mondván, hogy így legalább érthetőek a dalszövegek. A megjelenést követően a zenekar lebonyolította első amerikai turnéját, aminek következtében jelentősen megnőtt a rajongótáboruk. A turnén a Nile és a Gorguts voltak a partnereik.
A turné végére már több mint 50000 darabot adtak el az albumból.
2000-ben jelent meg a következő nagylemez ...And Then You'll Beg címmel, melyen már Alex Auburn gitáros volt hallható, Miguel Roy helyett. A lemez nemvolt olyan szélsőséges mint elődjei, annak ellenére, hogy a technikás hangszerkezelés és a kísérletező jelleg továbbra is fontos építőelemei voltak zenéjüknek. A turné első felében Mike DiSalvo elhagyta a zenekart, hogy több időt tölthessen barátnőjével és kislányával. Helyére Martin Lacroix került, akivel be tudták fejezni a lekötött európai és japán koncerteket.

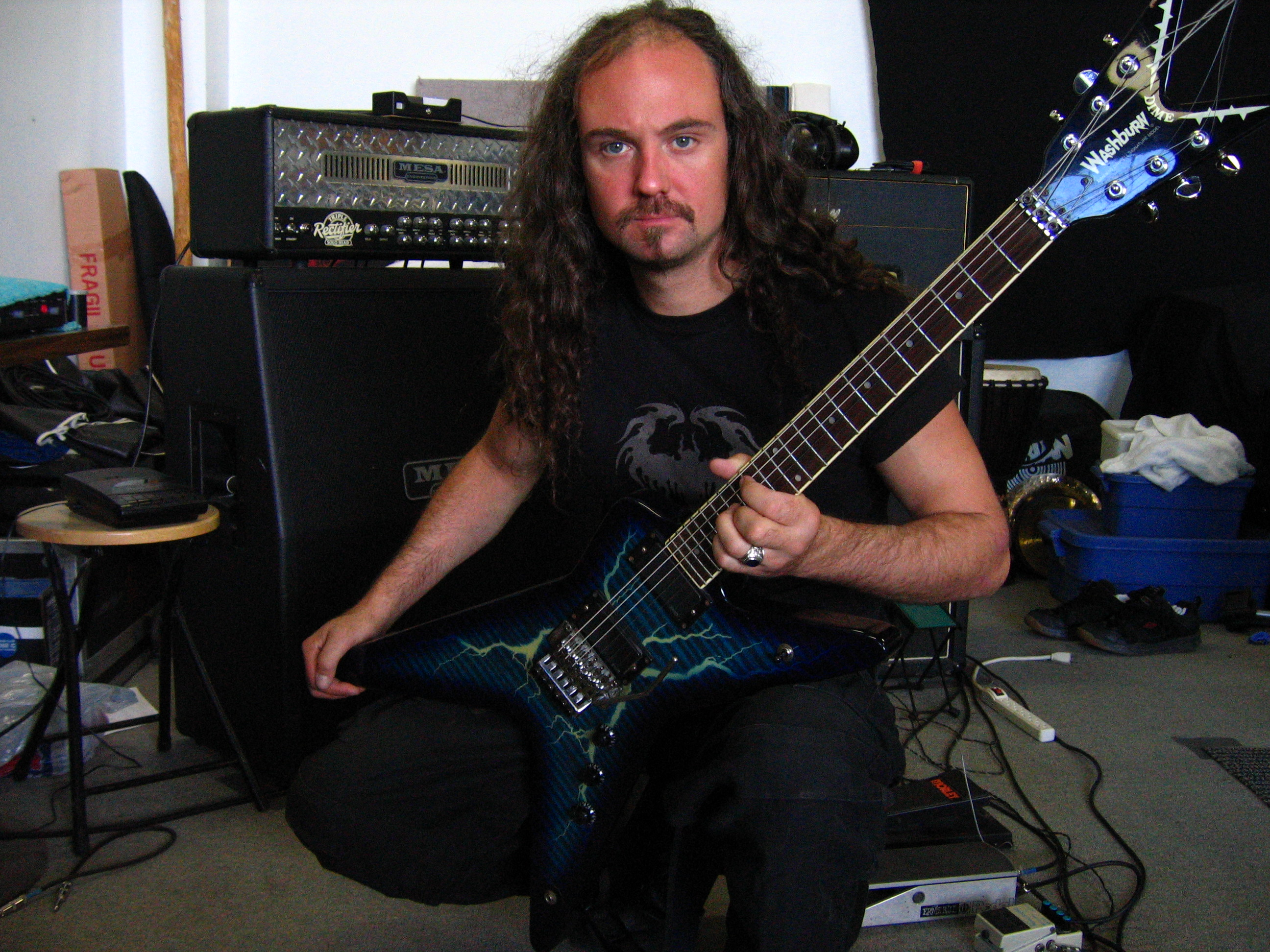
Alex Auburn gitáros.

### None So Live(2002–2004)
2001 júniusában szülővárosukban Montréalban adtak koncertet, ami végül rögzítésre is került. A felvétel None So Live címmel jelent meg 2003 májusában. Ez az anyag volt Lacroix első hozzájárulása a Cryptopsy diszkográfiához. A zenekar hamar rájött, hogy a francia anyanyelvű Lacroix nem beszéli elég folyékonyan az angol nyelvet, ezért a dalszövegek írásában sem tud olyan aktívan részt venni, mint két elődje.
2003-ban bejelentették, hogy Lord Worm az eredeti énekes újra csatlakozik a zenekarhoz. 2004 nyarán kanadai turnét tettek, ahol csatlakozott hozzájuk a korábbi gitáros Jon Levasseur is. Október 9-én jelentették be, hogy a zenekar új másodgitárosa Dan Mongrain lett, aki korábban a Gorguts tagja volt. A turné többi részében az egész None So Vile albumot eljátszották, de előkerültek dalok a Blasphemy Made Flesh és a Whisper Supremacy albumokról is. A turné 2004 novemberében ért véget. A zárókoncertre a Trois-Rivieres-beli Metalfest IV fesztivál keretein belül került sor. A fellépés DVD-n is megjelent mely a Live at Trois-Rivieres Metalfest IV címet kapta.

### Once Was Not(2005–2006)
2005. január 31-én, Jon Levasseur bejelentette, hogy már megunta az extrém hangzású muzsikákat. Ezt követően Jon és a zenekar útjai békében elváltak. Ezt követően Dan Mongrain gitáros is kilépett, hogy saját zenekarával a Martyrral dolgozzon tovább. A zenekart ezt követően bejelentette, hogy soron következő nagylemeze 2005. október 18-án fog megjelenni Once Was Not címmel. Az albumon Lord Worm énekes volt hallható Flo Mounier, Eric Langlois, és Alex Auburn mellett. Zeneileg a technikás és brutális death metal vonalat folytatták. Szeptember 28-án a zenekar tudatta a rajongókkal, hogy megtalálták az új turnégitárost Christian Donaldson személyében.
A megjelenést észak-amerikai turné követte a Suffocation, a Despised Icon és az Aborted társaságában. A zenekar ezt követően egy kisebb szünetet tartott. Flo Mounier megjelentette Extreme Metal Drumming 101 címre keresztelt oktató DVD-jét. Az együttes ezek után Európában turnézott a Grave, az Aborted és a Dew-Scented zenekarokkal, majd Amerikában és Ausztráliában folytatták a turnét. A zárásra ismét Európában került sor, ezennel Angliában és Skandináv területeken játszottak.

### The Unspoken King(2007-)
A soron következő nagylemez eredetileg a "The Book of Suffering" címet kapta volna, és dupla formátumban jelent volna meg. Azonban a zenekar 2007. április 23-án tudatta a rajongókkal, hogy Lord Wormot kirúgták a zenekarból. A hír megjelenése után Worm azt állította, hogy nem rúgták ki a zenekarból. Azt állította, hogy egészségügyi problémái miatt önszántából hagyta el az együttest. 2007. december 4-én bejelentették, hogy a zenekar tagsága Matt McGachy énekessel és Maggie Durand billentyűssel bővült. Az új album 2008. június 24-én jelent meg The Unspoken King címmel.
A lemez nagy meglepetést okozott, hiszen a korábbi irányvonal szinte nyomtalanul eltűnt. Előtérbe kerültek a lassabb tempók, a billentyűs hangszerek, a dallamos ének. Az anyag zeneileg közelebb állt a divatos deathcore irányzathoz, mint a death metalhoz. A korong a régebbi rajongók többségének nagy csalódást okozott. A zenekar az "It's Dinner Time" címre keresztelt szerzeményét feltette a myspace oldalára is.
2009 februárjában Alex Auburn gitáros bejelentette távozását a Cryptopsy soraiból. Néhány hónappal később az együttes bejelentette, hogy Youri Raymond személyében megtalálták Auburn utódját, valamint bejelentették, hogy nekiláttak az új album megírásának is.

## Tagok

### Jelenlegi tagok
- Flo Mounier – dob, háttérvokál (1992-)
- Eric Langlois – basszusgitár (1995-)
- Christian Donaldson – gitár (2005-)
- Matt McGachy – ének (2007-)
- Youri Raymond – ritmusgitár, vokál (2009-)

### Korábbi tagok
Ének
- Lord Worm – (1988–1997, 2003–2007)
- Mike DiSalvo – (1997–2001)
- Martin Lacroix – (2001–2003)

Ritmusgitár
- Steve Thibault – (1988–1995, 1996)
- Miguel Roy – (1996–1999, 2004)
- Alex Auburn – (1999–2009)

Basszusgitár
- John Todds – (1988–1992) (a Necrosis tagjaként.)
- Kevin Weagle – (1992–1993)
- Martin Fergusson –(1994–1995)

Szólógitár
- Dave Galea – (1992–1993, 2000)
- Jon Levasseur – (1993–2005)

Billentyű
- Maggy Durand – (2007–2008)

Dob
- Mike Atkin – (1988–1992)

### Vendégzenészek
- Dan Mongrain – gitár (2004)
- Steve Shyy – billentyű (a Necrosis tagjaként)

## Diszkográfia

### Nagylemezek
- Blasphemy Made Flesh (1994)
- None So Vile (1996)
- Whisper Supremacy (1998)
- …And Then You'll Beg (2000)
- Once Was Not (2005)
- The Unspoken King (2008)

### Koncertlemezek
- None So Live (2003)

### Demok
- Ungentle Exhumation (1993)

## Fordítás
- Ez a szócikk részben vagy egészben  a   Cryptopsy című angol Wikipédia-szócikk fordításán alapul.  Az eredeti cikk szerkesztőit annak laptörténete sorolja fel. Ez a jelzés csupán a megfogalmazás eredetét és a szerzői jogokat jelzi, nem szolgál a cikkben szereplő információk forrásmegjelöléseként.